# Giannīs Gkoumas
Giannīs Gkoumas (in greco Γιάννης Γκούμας; Larissa, 24 maggio 1975) è un ex calciatore greco, di ruolo difensore, campione d'Europa con la nazionale greca nel 2004.

## Carriera

### Panathinaikos
Difensore centrale, capace di giocare anche come laterale, ha difeso i colori del Panathīnaïkos per quindici anni nel calcio professionistico (20 se si contano anche gli anni passati nel settore giovanile). Goumas segna anche gol in Champions League contro Juventus, Real Madrid, Rangers.
Con il Panathīnaïkos vince tre campionati greci, due Coppe di Grecia ed una Supercoppa nazionale.

### Nazionale
Conta 41 presenze nella nazionale greca, facendo il suo debutto nel 1999 contro la Finlandia. Gioca molte partite di qualificazione per gli Europei 2004, vincendoli, e viene convocato dal ct Otto Rehhagel a quelli del 2008.

## Palmarès

### Competizioni nazionali
- Campionato greco: 3

Panathinaikos: 1994-1995, 1995-1996, 2003-2004
- Coppa di Grecia: 2

Panathinaikos: 1994-1995, 2003-2004
- Supercoppa di Grecia: 1

Panathinaikos: 1995

### Competizioni internazionali
- Campionato d'Europa: 1

2004